# Bulbophyllum lamii
Bulbophyllum lamii är en orkidéart som beskrevs av Johannes Jacobus Smith. Bulbophyllum lamii ingår i släktet Bulbophyllum och familjen orkidéer. Inga underarter finns listade i Catalogue of Life.